# Катенево
Катенево (рос. Катенево) — присілок в Ферзиковському районі Калузької області Російської Федерації.
Населення становить 6 осіб. Входить до складу муніципального утворення Бебелевська сільрада.

## Історія
Від 2004 року входить до складу муніципального утворення Бебелевська сільрада

## Населення
| 2002 | 2010 | 2011 |
| ---- | ---- | ---- |
| 15   | ↘11  | ↘6   |